# 정민아 (음악가)
정민아(1979년 1월 31일 ~ )는 대한민국의 가야금 연주자이자 싱어송라이터다.

## 내력
사사-이종길,김일륜,오경희,이정희 국립국악고등학교를 졸업하였으며, 한양대학교에 진학하여 국악 학사로 졸업하였다. 대학교 졸업 뒤 국립국악관현악단과 국립국악원 등 오디션을 보았으나 떨어졌다. 2004년, 인디 밴드 공연을 자주 보러갔던 안양시의 한 클럽에서 아르바이트를 하며 연습실을 무료로 사용하였다. 클럽의 사장의 권유로 무대에서 활동하다가, 2005년에 홍대에서 활동하며 경력을 쌓았다.
2006년 낸 정규 1집 《상사몽》을 1만 장 이상 팔았으며, 1집에 실은 곡 〈무엇이 되어〉는 2011년부터 중학교 2학년 음악 교과서에 실리기도 했다.

## 학력
국립국악고등학교 졸업
한양대학교 국악과 학사
숙명여자대학교 전통예술대학원 석사

## 수상 및 후보
- 2012년 신진 여성문화인상 수상
- 2008년 한국대중음악상 신인상 후보
- 2011년 한국대중음악상 최우수 재즈&크로스오버 음반 후보 (잔상)
- 2016년 제26회 김해전국가야금경연대회 일반부 최우수상 (문화체육관광부장관상) 수상